# إيرما سانت بول
إيرما سانت بول (بالإنجليزية: Irma St. Paule)‏ هي ممثلة أمريكية، ولدت في 23 مارس 1926 في أوديسا في أوكرانيا، وتوفيت في 9 يناير 2007 في نيويورك في الولايات المتحدة.

## وصلات خارجية
- إيرما سانت بول على موقع IMDb (الإنجليزية)
- إيرما سانت بول على موقع قاعدة بيانات برودواي على الإنترنت (الإنجليزية)
- إيرما سانت بول على موقع قاعدة بيانات الفيلم (الإنجليزية)